# Julie Taymor
Julie Taymor (Newton, 15 dicembre 1952) è una regista statunitense che lavora in campo teatrale e cinematografico.
È conosciuta principalmente per il suo adattamento teatrale del cartone animato della Disney Il re Leone e per il film Frida, riguardante la vita dell’artista messicana Frida Khalo, che ha ricevuto cinque nomination agli Oscar nel 2003. Nel 2016, la Taymor ha fondato la Taymor World Theater Fellowship, per aiutare la formazione di aspiranti registi teatrali.

## Biografia
Nata nel Massachusetts, figlia di un ginecologo e di una insegnante di scienze politiche, Julie Taymor ha origini ebraiche. All'età di circa dieci anni comincia a frequentare il Boston Childen’s Theater, un’esperienza importante per la sua formazione, che, secondo le sue stesse parole, le insegnò a mettersi in gioco, sul palco e nella vita, e ad essere curiosa.
Negli anni dell’adolescenza lavora come attrice presso la compagnia teatrale sperimentale Theater Workshop Boston, Inc. e nell'estate dei suoi quindici anni, i genitori la fanno partecipare ad un corso estivo (offerto da Experiment in International Living) che ha luogo fra l’India e il Sri Lanka.
Si diploma in anticipo e si trasferisce a Parigi a solo sedici anni, iscrivendosi alla Scuola internazionale di teatro Jaques LeCoq, i cui corsi d’insegnamento sono fortemente legati alla relazione fra corpo e movimento nello spazio della performance. Qui impara l’arte della mimica, che influenzerà fortemente i suoi lavori successivi.
Dopo essersi laureata in mitologia e folklore all’Oberline College, dove conosce Herbert Blau, vince una borsa di studio per studiare l’antica arte tradizionale dei burattini giapponesi, che la farà viaggiare dal 1975 al 1979 tra il Giappone e l’Indonesia. Già negli anni del college, la Taymor aveva avuto modo di frequentare un corso estivo dell’American Society for Eastern Arts a Seattle. Gli insegnanti del corso erano specializzati nell'arte del teatro delle ombre. Queste esperienze saranno fondamentali per la formazione della regista.

## Carriera

### Teatro
Dopo gli studi, fa del teatro la sua professione; a partire dall'inizio degli anni Ottanta, firmerà la regia di molti spettacoli. Nel 1986, dirige la sua prima tragedia shakespeariana, La Tempesta, per incarico del Theatre for a New Audience, per cui metterà in scena anche una versione del Tito Andronico, nel 1994. Queste tragedie di Shakespeare ispireranno la Taymor anche successivamente, tanto che ne realizzerà delle versioni cinematografiche. 

#### L'approdo a Broadway: Il Re Leone
Nel 1996 fa il suo debutto a Broadway con lo spettacolo Juan Darién: A Carnival Mass, adattamento del racconto breve Juan Darién di Horacio Quiroga, che viene nominato a cinque Tony Awards (una prima versione dell'opera era stata messa in scena dalla Taymor nel 1988). Tra il 1997 e il 1998 lavora alla realizzazione dell'adattamento in musical de Il re leone della Disney, spettacolo per il quale riceve molti riconoscimenti tra cui due Tony Awards (per la miglior regia e i migliori costumi, ideati dalla stessa Taymor, che mette qui a frutto gli anni di studio attuati sulle marionette e le maschere orientali) diventando la prima donna a vincere questo premio per aver diretto un musical.

#### Il caso di Spider-Man: Turn off the Dark
La produzione di Spider-Man: Turn off the Dark, musical diretto dalla Taymor e scritto a quattro mani con Glen Berger, è stata annunciata nell'aprile del 2007. Lo spettacolo, approvato e riconosciuto dalla Marvel, prevedeva musiche di Bono e The Edge degli U2, e Tony Adams come produttore. La storia del musical è fitta di inconvenienti: il primo intoppo avviene con la morte del produttore, anima del progetto insieme a Taymor e Berger. La critica teatrale e i fan accaniti del fumetto, comunque, fin dall'inizio avevano espresso incertezze e perplessità rispetto all'idea di musicare le vicende del supereroe, temendo un risvolto scadente e dozzinale. In diverse interviste, però, gli scrittori avevano assicurato sarebbero rimasti fedeli all'ideale di eroe che l’Uomo Ragno aveva sempre avuto agli occhi dei fan.
In seguito a problemi tecnici e finanziari, a numerosi incidenti avvenuti sul set (tra cui quello di Natalie Mendoza, interprete di Arachne), nonché alle critiche negative date allo spettacolo dalla critica dopo la messa in scena delle prime performances avvenute nel novembre del 2010, a marzo del 2011 subentra una nuova casa di produzione, la 8 Legged Productions, che per incongruenze artistiche e tecniche licenzia Julie Taymor, sostituendola con il regista Phil McKinley.
Lo spettacolo debutta a Broadway il 24 giugno 2011, con una spesa finale di produzione pari a 75 milioni di dollari.

### Opera
Nel 1992, dirige la sua prima opera, l'Edipo Re, basata sulla tragedia di Sofocle, condotta musicalmente dal Maestro Seiji Ozawa. Lo spettacolo viene ripreso, e il film risultante partecipa a diversi festival cinematografici e l'anno successivo vince in Emmy Award. Quello stesso anno porta in scena Il flauto magico a Firenze, al Teatro della Pergola, con la direzione musicale di Zubin Mehta. Nel 1994, dirige la Salomè di Richard Strauss a San Pietroburgo e due anni dopo The Green Bird (L'augellin bel verde) di Carlo Gozzi, in cui sperimenta per la prima volta una forma di teatro giapponese chiamata Bunraku (una tecnica che userà poi anche per Il re leone). Nel 2006, la Taymor dirige la regia di Grendel di Elliot Goldenthal per la Los Angeles Opera.

### Cinema
Tra le sue prime regie audiovisive, va ricordato Fool's Fire, film presentato all'American Film Festival e successivamente mandato in onda in televisione nel marzo del 1992, ispirato al racconto Hop-Frog di Edgar Allan Poe. In esso, infatti, Taymor mette in campo i fantocci che caratterizzeranno poi tutto il suo lavoro teatrale successivo. Il film, che vede la presenza dell'attore Michael Anderson noto al grande pubblico per il suo ruolo nella serie Twin Peaks, ha vinto il premio "Best Drama" quello stesso anno al Tokyo International Electronic Cinema Festival.
Il suo debutto cinematografico è l'adattamento per il grande schermo del Tito Andronico di William Shakespeare (che aveva già rappresentato a teatro nel 1994), intitolato Titus, con Anthony Hopkins e Jessica Lange. La Taymor, con questo suo adattamento, vuole indagare il concetto di spettacolarizzazione della violenza, tema dibattuto ampiamente negli anni dell’uscita del film nelle sale a causa dell’esponenziale crescita dell’uso da parte dei giovani di videogiochi violenti . Il film si apre infatti con un bambino che gioca nella cucina di casa con dei soldatini, usando del ketchup per simulare il sangue prodotto da uno scontro, evocato anche dai rumori violenti provenienti dal televisore acceso alle sue spalle. Subito dopo, il bambino viene portato all'interno dell’azione del Tito Andronico, in una Roma che è commistione di antico e moderno, in un Colosseo che è un teatro di crudeltà e violenza come intrattenimento.
Nel 2002 Taymor porta al cinema la tormentata storia della pittrice Frida Kahlo, dirigendo Salma Hayek in Frida, film tratto dal romanzo Frida. Una biografia di Frida Kahlo, scritto dalla storica dell'arte Hayden Herrera. Nel 2007 realizza Across the Universe, visionaria opera rock basata sui celebri brani dei Beatles, che vede come protagonisti gli attori Jim Sturgess ed Evan Rachel Wood. L'ultima fatica cinematografica della Taymor è The Tempest, film ispirato all'opera shakespeariana, che vede come interprete Helen Mirren; il film ha chiuso il Festival del cinema di Venezia nel 2010.
Nell'ottobre 2018 è stata annunciata la regia della Taymor per la produzione di un biopic sull'icona femminista Gloria Steinem intitolato The Glorias: A Life on the Road, con la partecipazione di Alicia Vikander e Julianne Moore come interpreti della Steinem stessa.

### Taymor World Theater Fellowship
Il principio che sta alla base del progetto lanciato nel 2016 dalla Taymor, è quello di creare opportunità di crescita e viaggio per giovani registi teatrale, dando loro l'opportunità di immergersi in esperienze artistiche uniche, in grado di espandere i loro orizzonti creativi. L'idea è quella di formare una generazione di nuovi registi in grado di integrare culture teatrali totalmente differenti fra loro, con lo scopo di rinvigorire l'arte teatrale statunitense grazie alla contaminazione con il teatro africano, asiatico, dell'est Europa.

## Filmografia
- The Tempest (1986) - Film TV
- Fool's Fire (1992) - Film TV
- Oedipus Rex (1993) - Film TV (opera)
- Titus (1999)
- Frida (2002)
- Across the Universe (2007)
- The Tempest (2010)
- The Glorias (2020)